# 이정행
이정행(1979년~ 현재)은 대한민국의 영화감독이다. 서울대학교 미대를 졸업하였다. 2007년 《점》으로 데뷔했다.

## 활동

### 영화
- 2012년 《얼굴》
- 2011년 《물리수업》
- 2007년 《점》